# Pinnock and Hyde
Pinnock and Hyde var en civil parish 1866–1935 när det uppgick i Temple Guiting i grevskapet Gloucestershire i England. Civil parish var belägen 15 km från Moreton-in-Marsh och hade 70 invånare år 1931.